# Lennart Palmér
Lennart Albert Palmér, född 14 juli 1918 i Eksjö, Jönköpings län, död 16 augusti 2003 i Höreda församling, Jönköpings län, var en svensk målare och tecknare.
Palmér var son till Albert Palmér och Alfhild, ogift Lübeck. Han utbildade sig vid Otte Skölds målarskola i Stockholm och vid ett stort antal studieresor till olika konstmuseer i Europa, särskilt i Paris. Stilen på hans verk betecknas tillhöra naturalism, sedan konkretism,  därefter färgsprakande i abstrakta och senare geometriska former. Han gjorde sin första studieresa till Frankrike 1951 där de äldre mästarna vid landets största nationalmuseum Louvren gjorde starkt intryck på honom. Andra förebilder har varit impressionisterna och Paul Cézanne vid Jeu de Paume.
År 1978 fick han Jönköpings läns landstings kulturstipendium. Han finns representerad vid Jönköpings läns museum, Kalmar läns museum, Kalmar konstmuseum, vid Smålands konstarkiv samt vid museerna i Eksjö och Värnamo. Hans konst finns även som offentliga utsmyckningar i Eksjö och på Länssjukhuset Ryhov i Jönköping. En film om Lennart Palmér har gjorts av Helena Paulin-Strömberg.
Han var från 1945 gift med Inger Palmér (1924–2019). Makarna Palmér är begravda på Skogskyrkogården i Eksjö.